# Internationale Friedensfahrt 1965
Die 18. Internationale Friedensfahrt (Course de la paix) war ein Radrennen, das vom 8. bis zum 23. Mai 1965 ausgetragen wurde. Das 2318 Kilometer lange Amateur-Radrennen führte mit 15 Etappen von Ost-Berlin über Prag nach Warschau. Einzelsieger wurde der sowjetische Fahrer Gennadi Lebedjew, die Mannschaftswertung gewann ebenfalls die Sowjetunion, und das lila Trikot des aktivsten Fahrers holte sich mit Gainan Saidchushin auch ein Mitglied der sowjetischen Mannschaft.

## Teilnehmer
In Ost-Berlin gingen 101 Fahrer aus 17 Mannschaften an den Start. Wie 1964 gab es wieder ein gemischtes Team, dem diesmal aber nur fünf Fahrer angehörten: zwei Engländer, zwei Luxemburger und der aus früheren Friedensfahrten bekannte Libanese Tarek Abu Al Dahab. Es fehlte erneut die Radsportnation Italien, dafür waren die Niederländer wieder mit dabei. Erstmals beteiligten sich auch Fahrer aus der Mongolei. Das Fahrerfeld bestand aus folgenden Mannschaften:
- Algerien
- Belgien
- Bulgarien
- Dänemark
- DDR
- Finnland
- Frankreich
- Jugoslawien
- Kuba
- Mongolei
- Niederlande
- Polen
- Rumänien
- Sowjetunion (UdSSR)
- Tschechoslowakei (CSSR)
- Ungarn
- Internationale Mannschaft

Für den Radsport-Verband der DDR starteten folgende sechs Fahrer:
- Klaus Ampler
- Lothar Appler
- Eberhard Butzke
- Günter Hoffmann
- Dieter Mickein
- Axel Peschel

## Rennverlauf
Sieben Etappensiege und das violette Trikot des aktivsten Fahrers für die Sowjetunion zeugen von der Wiedererstarkung des Teams um den Friedensfahrtveteranen Gainan Saidchushin. Während der ebenfalls schon friedensfahrterfahrene Alexej Petrow bis zur fünften Etappe das Gelbe Trikot des Spitzenreiters getragen hatte, übernahm anschließend dessen Mannschaftskamerad Gennadi Lebedew die Spitzenposition, die er bis zum Ziel in Warschau verteidigen konnte. Er war auf dem fünften Tagesabschnitt mit einer fünfköpfigen Spitzengruppe dem Feld davongefahren, die mit über zwei Minuten Vorsprung das Ziel in Prag erreichte. Ein zweiter Platz hinter Lokalmatador Pavel Doležel reichte Lebedjew, um sich an die Spitze der Einzelwertung zu setzen. Als einer von vier sowjetischen Etappensiegern gewann er die zehnte Etappe von Tatranská Lomnica nach Bielsko-Biała über das Tatragebirge. Die Blauen Trikots der besten Mannschaft eroberten sich die sowjetischen Fahrer auf dem dritten Tagesabschnitt, als sie der bisher führenden DDR-Mannschaft über drei Minuten abnahm.
Bei der DDR-Mannschaft war der zweimalige Amateurweltmeister Täve Schur nicht mehr dabei, dafür mit Eberhard Butzke und Axel Peschel zwei Neulinge. Für das Team um Kapitän Klaus Ampler gab es nur einen Etappensieg im Mannschaftszeitfahren am zweiten Renntag. Lothar Appler musste bereits nach dem dritten Einzelabschnitt, nachdem er zuvor schon vom achten auf den 73. Platz zurückgefallen war, krankheitsbedingt aufgeben. Dermaßen geschwächt kam das DDR-Team in der Gesamt-Mannschaftswertung nur auf den dritten Platz, fast 14 Minuten hinter der Sowjetunion und knapp zwei Minuten hinter den polnischen Fahrern. Bester DDR-Fahrer wurde Axel Peschel auf Platz sechs.
Nachdem die Amateure aus Westeuropa im Vorjahr enttäuscht hatten, konnten sie sich 1965 wieder besser in Szene setzen. Mit André Desvages aus Frankreich und dem Niederländer André van Middelkoop erreichten sie zwei Etappensiege. Bester Amateur wurde Roger Swerts aus Belgien auf Rang sieben. In der Mannschaftswertung war Frankreich auf Platz fünf beste westeuropäische Mannschaft.
Von den 101 gestarteten Fahrern erreichten 75 das Ziel in Warschau. Waren im Vorjahr noch drei Mannschaften vorzeitig ausgeschieden, kam diesmal nur die Internationale Mannschaft nicht in die Wertung.
| Etappe | Start – Ziel                      | Etappensieger                      | Etappen- länge | Zeit (h) | km/h  |
| 01     | Rund um Berlin                    | Alexej Petrow (UdSSR)              | 110 km         | 2:29:24  | 044,0 |
| 02     | Königs Wusterhausen – Cottbus     | Mannschaftszeitfahren: DDR         | 100 km         | 2:13:13  | 044,4 |
| 03     | Cottbus – Zittau                  | Alexej Petrow (UdSSR)              | 180 km         | 4:30:55  | 040,0 |
| 04     | Zittau – Dresden                  | Ladislav Heller (CSSR)             | 134 km         | 3:24:24  | 039,2 |
| 05     | Dresden – Prag                    | Pavel Doležel (CSSR)               | 167 km         | 4:11:20  | 040,1 |
| 06     | Chlumec nad Cidlinou – Pardubice  | Rajmund Zieliński (Polen)          | 054 km         | 1:15:49  | 043,2 |
| 07     | Pardubice – Otrokovice            | André Desvages (Frankreich)        | 201 km         | 4:53:42  | 040,9 |
| 08     | Gottwaldov – Dubnica              | Gainan Saidchushin (UdSSR)         | 138 km         | 3:19:03  | 041,1 |
| 09     | Dubnica – Svit                    | Juri Melichow (UdSSR)              | 215 km         | 5:05:04  | 042,3 |
| 10     | Tatranská Lomnica – Bielsko-Biała | Gennadi Lebedjew (UdSSR)           | 178 km         | 4:41:07  | 038,1 |
| 11     | Bielsko-Biała – Krakau            | Juri Melichow (UdSSR)              | 088 km         | 1:57:07  | 045,9 |
| 12     | Krakau – Opole                    | Gainan Saidchushin (UdSSR)         | 173 km         | 4:19:09  | 039,9 |
| 13     | Kluczbork – Posen                 | André van Middelkoop (Niederlande) | 218 km         | 5:35:26  | 039,0 |
| 14     | Posen – Toruń                     | Piet Deenen (Niederlande)          | 146 km         | 3:53:18  | 038,1 |
| 15     | Toruń – Warschau                  | Roger Spriet (Belgien)             | 218 km         | 6:41:19  | 032,7 |

## Endergebnisse
| Einzelwertung | Einzelwertung         | Einzelwertung | Einzelwertung |
| ------------- | --------------------- | ------------- | ------------- |
|               | Fahrer                | Mannschaft    | Zeit          |
| 01.           | Gennadi Lebedjew      | UdSSR         | 56:41:26 h    |
| 02.           | Pavel Doležel         | CSSR          | + 2:08 min    |
| 03.           | Jan Kudra             | Polen         | + 2:19 min    |
| 04.           | Gainan Saidchushin    | UdSSR         | + 2:22 min    |
| 05.           | Constantin Dumitrescu | Rumänien      | + 2:59 min    |
| 06.           | Axel Peschel          | DDR           | + 3:37 min    |
| 07.           | Roger Swerts          | Belgien       | + 3:50 min    |
| 08.           | Oie Ritter            | Dänemark      | + 4:26 min    |
| 09.           | Rajmund Zieliński     | Polen         | + 4:33 min    |
| 10.           | Klaus Ampler          | DDR           | + 4:36 min    |
| 11.           | Eberhard Butzke       | DDR           | + 5:35 min    |
| 12.           | Jan Magiera           | Polen         | + 6:10 min    |
| 13.           | Rudolf Schejbal       | CSSR          | + 7:04 min    |
| 14.           | Daniel Labrouille     | Frankreich    | + 7:35 min    |
| 15.           | Aljaksej Dokljakou    | UdSSR         | + 7:59 min    |
| 16.           | Marian Kegel          | Polen         | + 9:34 min    |
| 17.           | Günter Hoffmann       | DDR           | + 10:35 min   |
| 18.           | Stanislaw Gazda       | Polen         | + 11:48 min   |
| 19.           | Ludovic Zanoni        | Rumänien      | + 13:15 min   |
| 20.           | Per Nørup-Hansen      | Dänemark      | + 14:29 min   |
| 21.           | Dieter Mickein        | DDR           | + 14:36 min   |
| 0 …           |                       |               |               |
| 75.           | Rodolfo Noriega       | Kuba          | + 14:11:03 h  |

| Mannschaftswertung | Mannschaftswertung             | Mannschaftswertung | Mannschaftswertung |
| ------------------ | ------------------------------ | ------------------ | ------------------ |
|                    | Mannschaft                     | Zeit               |                    |
| 01.                | Sowjetunion                    | 172:16:40 h        |                    |
| 02.                | Polen                          | + 12:02 min        |                    |
| 03.                | DDR                            | + 13:55 min        |                    |
| 04.                | Tschechoslowakei               | + 25:02 min        |                    |
| 05.                | Frankreich                     | + 28:58 min        |                    |
| 06.                | Rumänien                       | + 30:49 min        |                    |
| 07.                | Belgien                        | + 37:39 min        |                    |
| 08.                | Ungarn                         | + 45:37 min        |                    |
| 09.                | Dänemark                       | + 1:04:19 h        |                    |
| 10.                | Jugoslawien                    | + 1:12:45 h        |                    |
| 11.                | Niederlande                    | + 1:17:43 h        |                    |
| 12.                | Bulgarien                      | + 1:40:03 h        |                    |
| 13.                | Algerien                       | + 6:37:53 h        |                    |
| 14.                | Finnland                       | + 7:56:18 h        |                    |
| 15.                | Kuba                           | + 15:52:32 h       |                    |
| 16.                | Mongolei                       | + 19:52:13 h       |                    |
|                    | ausgeschieden: Int. Mannschaft |                    |                    |

| Violettes Trikot | Violettes Trikot   | Violettes Trikot | Violettes Trikot |
| ---------------- | ------------------ | ---------------- | ---------------- |
|                  | Fahrer             | Mannschaft       | Punkte           |
| 01.              | Gainan Saidchushin | UdSSR            | 66               |
| 02.              | André Desvages     | Frankreich       | 47               |
| 03.              | Roger Swerts       | Belgien          | 41               |
| 04.              | Axel Peschel       | DDR              | 41               |
| 05.              | Gennadi Lebedjew   | UdSSR            | 40               |